# Lijst van beelden in Lelystad
Dit is een (onvolledige) chronologische lijst van beelden in Lelystad. Onder een beeld wordt hier verstaan elk driedimensionaal kunstwerk in de openbare ruimte van de Nederlandse gemeente Lelystad, waarbij beeld wordt gebruikt als verzamelbegrip voor sculpturen, standbeelden, installaties, gedenktekens en overige beeldhouwwerken.
Voor een volledig overzicht van de beschikbare afbeeldingen zie: Beelden in Lelystad op Wikimedia Commons.
| Geplaatst         | Omschrijving                                                             | Kunstenaar                    | Straat                                  | Plaats   | Materiaal                | Afbeelding |
| ----------------- | ------------------------------------------------------------------------ | ----------------------------- | --------------------------------------- | -------- | ------------------------ | ---------- |
| 1954              | Ir. Cornelis Lely                                                        | Mari Andriessen               | Stadhuisplein                           | Lelystad | brons en steen           |            |
| 1956              | Gevelreliëf gemaal Wortman                                               | Paul Grégoire                 | Oostvaardersdijk                        | Lelystad | natuursteen              |            |
| 1973              | Buitenwand Crematorium Ölandhorst                                        | Alfred van Werven             | Oostranddreef                           | Lelystad | steen                    |            |
| 1977              | Monument voor de gevallenen                                              | Willem Bouter                 | Stadspark                               | Lelystad | vaurion                  |            |
| 1980              | Tors                                                                     | Adri van Rooijen              | Sluisstraat                             | Lelystad | brons                    |            |
| 1980              | Water en zon                                                             | Nic Jonk                      | Hoek Atol - Fjord - De klip             | Lelystad |                          |            |
| 1981 (herplaatst) | Twee figuren                                                             | Leo de Vries                  | Houtribweg                              | Lelystad | natuursteen              |            |
| 1981              | Gekantelde kubus                                                         | Yvonne Kracht                 | Vliehorstlaan                           | Lelystad |                          |            |
| 1982              | Ariadne                                                                  | Nynke Schepers                | Saerdam                                 | Lelystad | brons                    |            |
| 1984              | Ir. Cornelis Lely                                                        | Piet Esser                    | Bataviaplein                            | Lelystad | brons                    |            |
| 1985              | Steigerend Paard                                                         | Fons Bemelmans                | Zilverpark                              | Lelystad | brons                    |            |
| 1985              | Scheepskiel                                                              | Ger Zijlstra                  | Stadhuisstraat / Muntstraat             | Lelystad |                          |            |
| 1988              | Vrouw                                                                    | Kees Buckens                  | Visarenddreef                           | Lelystad |                          |            |
| 1990              | Symbool der Gastvrijheid                                                 | André Volten                  | Stationsplein                           | Lelystad | staal                    |            |
| 1991              | Bakens                                                                   | Jeroen Stok                   | Houtribweg                              | Lelystad | staal en roestvast staal |            |
| 1992              | Evolution                                                                | Marcel van Campen             | Visarenddreef                           | Lelystad |                          |            |
| 1993              | Tong van Lucifer                                                         | Rudi van de Wint              | Knardijk                                | Lelystad | staal en koperdraad      |            |
| 1996              | Cypressen                                                                | Jan de Baat                   | Visarenddreef                           | Lelystad |                          |            |
| 2001              | Het drenken                                                              | Vladimir Surovtsev            | Woldpark                                | Lelystad |                          |            |
| 2002              | Zonder titel                                                             | Auke de Vries                 | Stationsplein West                      | Lelystad | diverse materialen       |            |
| 2002              | Triomf                                                                   | Johan IJzerman                | Badweg                                  | Lelystad |                          |            |
| 2003              | Najade                                                                   | Johan IJzerman                | Badweg                                  | Lelystad |                          |            |
| 2006              | Dominor                                                                  | René van Zuuk                 | Zilverparkkade                          | Lelystad | diverse materialen       |            |
| 2006              | Meetpunt                                                                 | Anthea Simmonds               | Knarbos Oost                            | Lelystad |                          |            |
| 2006              | Dauwcollector                                                            | Michel Bongertman             | Knarbos Oost                            | Lelystad |                          |            |
| 2006              | De zwevende balk                                                         | Marja Timmer                  | Knarbos Oost                            | Lelystad | hout                     |            |
| 2006              | Schuilhutten                                                             | Yvonne Struys                 | Knarbos Oost                            | Lelystad | hout                     |            |
| 2007              | Potvis                                                                   | Alice Helenklaken             | Bataviastad                             | Lelystad | graniet                  |            |
| 2008              | Vis                                                                      | Dave Carveborn                | Zuigerplasbos                           | Lelystad | hout                     |            |
| 2009              | Visarendhorst                                                            | Nout Visser                   | Meerkoetenweg                           | Lelystad | metalen frame            |            |
| 2009              | De gedroogde vogel                                                       | Pat van Boeckel               | Tussen Meerkoetentocht en Eendenweg     | Lelystad | hout                     |            |
| 2009              | Het gehucht                                                              | Karin van der Molen           | Knarbos Oost                            | Lelystad |                          |            |
| 2010              | Boven Water                                                              | Henk Hofstra                  | Lelybaan                                | Lelystad | polyester                |            |
| 2010              | Exposure                                                                 | Antony Gormley                | Strekdam Houtribsluizen                 | Lelystad | staal                    |            |
| 2010              | Gevelplastiek gemaal Wortman                                             | Niels Blomberg                | Oostvaardersdijk                        | Lelystad |                          |            |
| 2010              | Kijk de tijd                                                             | Rob van den Broek             | Tussen Meerkoetenweg en Meerkoetentocht | Lelystad |                          |            |
| 2010              | Natuurlijke ruimte                                                       | Alex Jacobs                   | Langs de Meerkoetentocht bij Knarbos    | Lelystad | gips                     |            |
| 2010              | De geest                                                                 | Christian Wisse               | Knarbos Oost                            | Lelystad |                          |            |
| 2011              | Werkverkeer                                                              | Hendrike Huijsmans            | Meerkoetenweg                           | Lelystad | metaal                   |            |
| 2011              | Repast                                                                   | Mariël Bisschops              | Meerkoetenweg                           | Lelystad | pannen en vilt           |            |
| 2011              | Drie bomen en een stekje                                                 | Willem Hoogeveen              | Langs de Meerkoetentocht                | Lelystad | metaal                   |            |
| 2012              | Grassprieten                                                             | Bart Hoes                     | Natuurpark Lelystad                     | Lelystad | aluminium                |            |
| 2012              | Fourwheeldrive-lady                                                      | Anita de Harde                | Pascallaan                              | Lelystad | acrylic one              |            |
| 2013              | Quick Response (QR-code)                                                 | Ninette Koning                | Gelderse Hout                           | Lelystad | steen en mos             |            |
| tussen 2009-2014  | titel onbekend                                                           | maker onbekend                | Lelybaan                                | Lelystad | hout                     |            |
| 2024              | Muurschildering, titel onbekend (geschiedenis en toekomst van Flevoland) | Taxis (Dimitrios Trimintzios) | Agoraweg                                | Lelystad |                          |            |
|                   | Spelende kinderen                                                        | Harry Boley                   | Neringpassage                           | Lelystad |                          |            |